# Anguriagurka
Anguriagurka (Cucumis anguria), eller aradagurka, är en gurkväxtart som beskrevs av Carl von Linné. Anguriagurkan ingår i släktet gurkor, och familjen gurkväxter.

## Underarter
Arten delas in i följande underarter:
- C. a. anguria
- C. a. longipes
- C. a. longaculeatus

## Bildgalleri

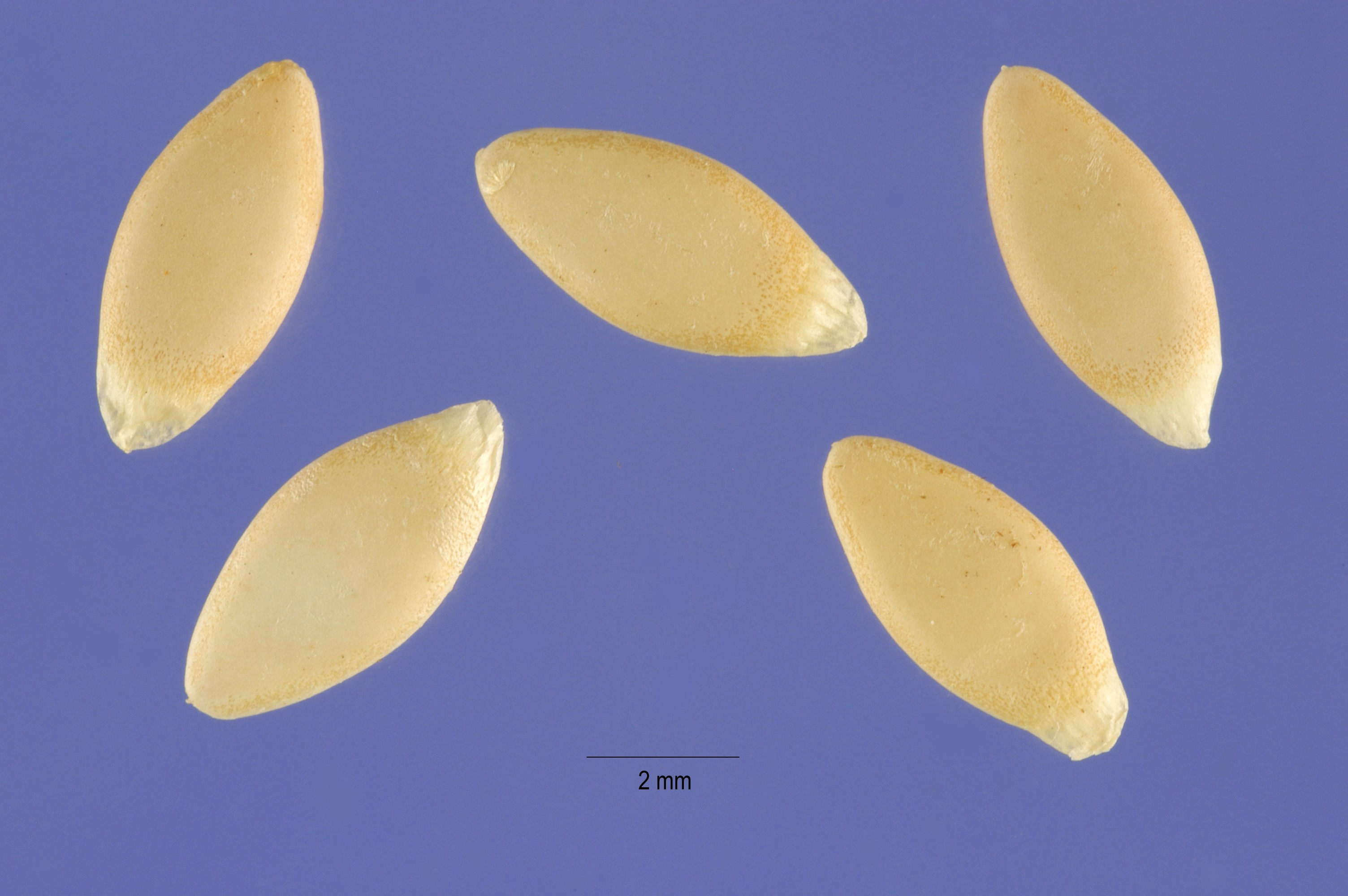
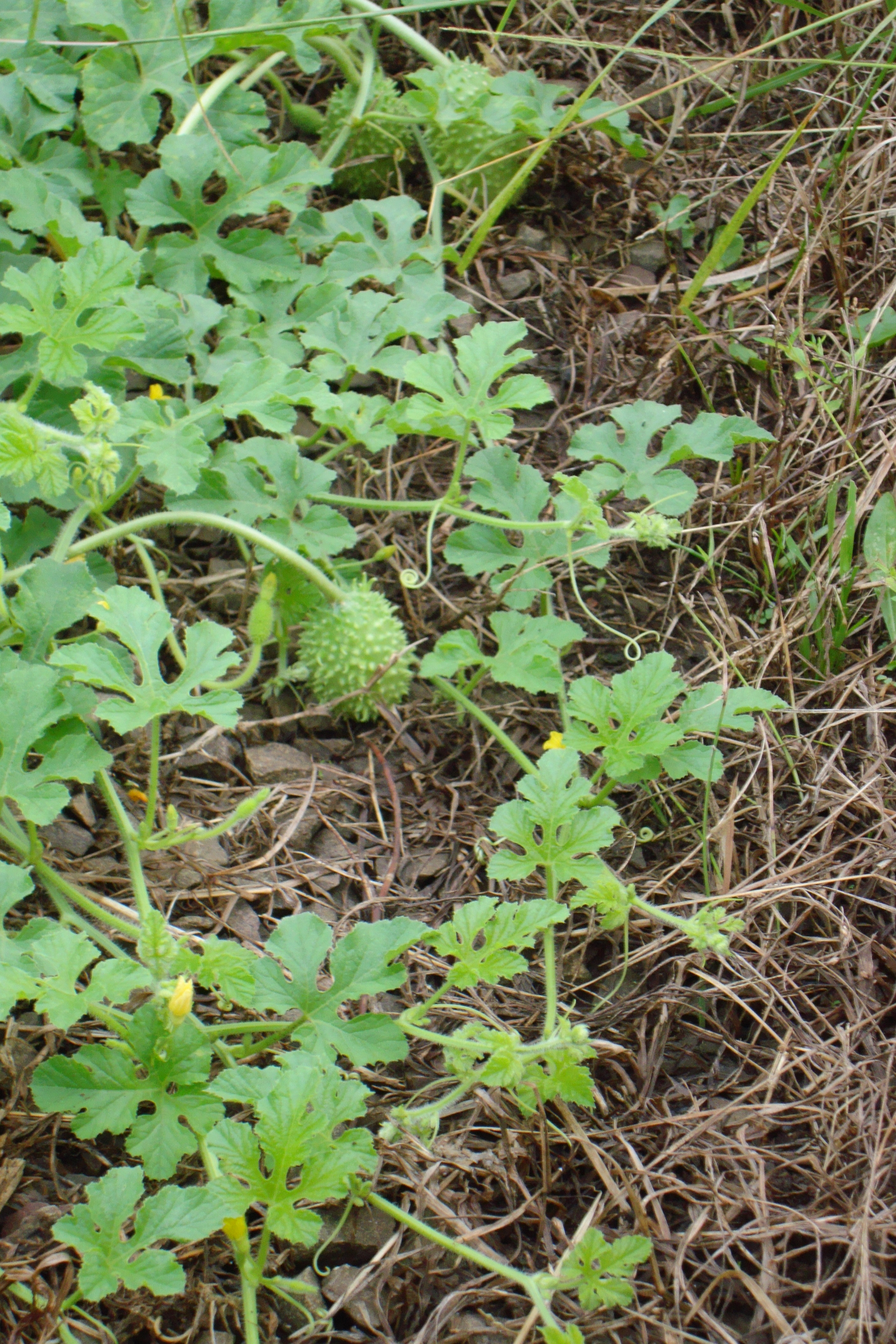
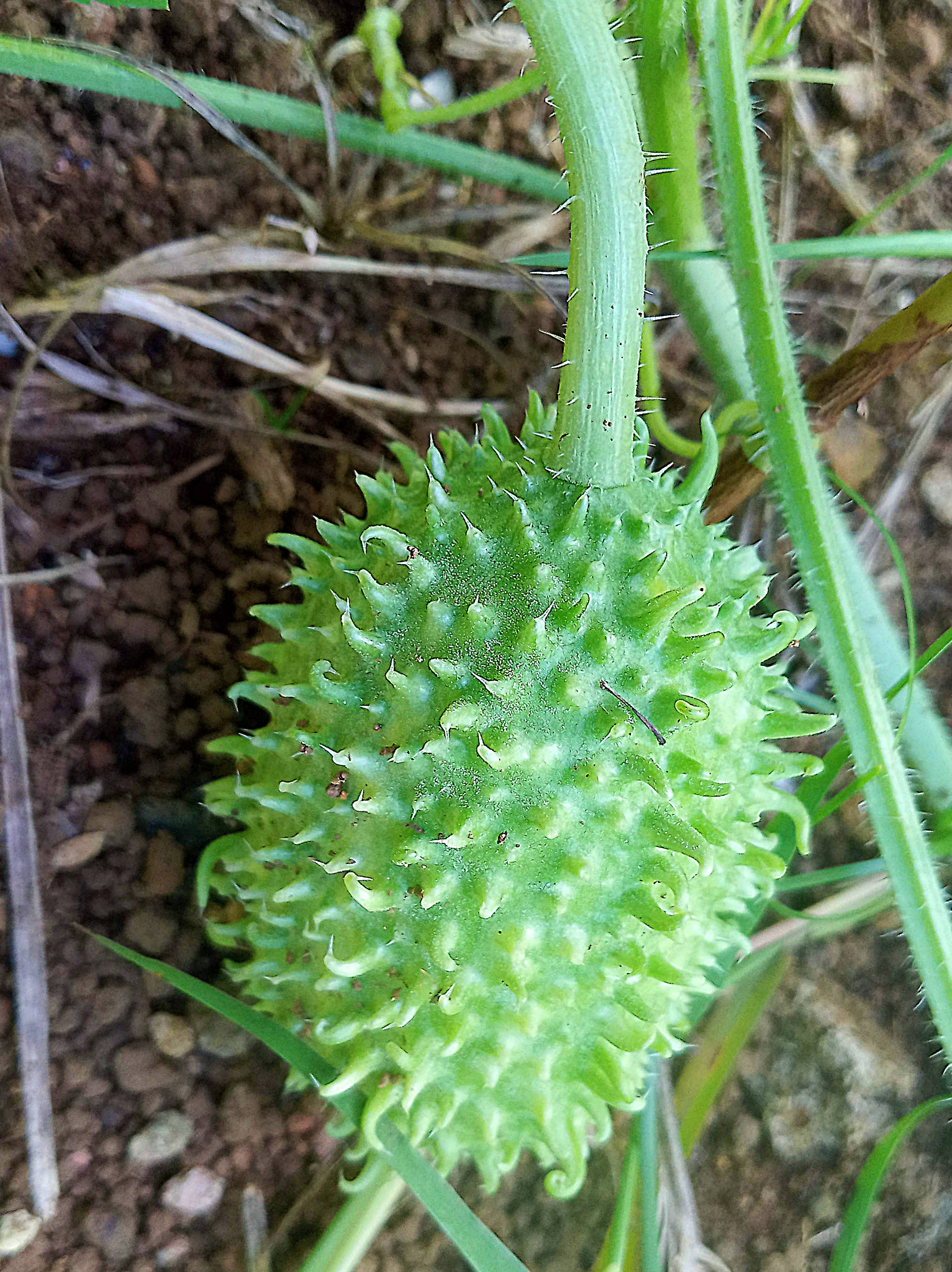
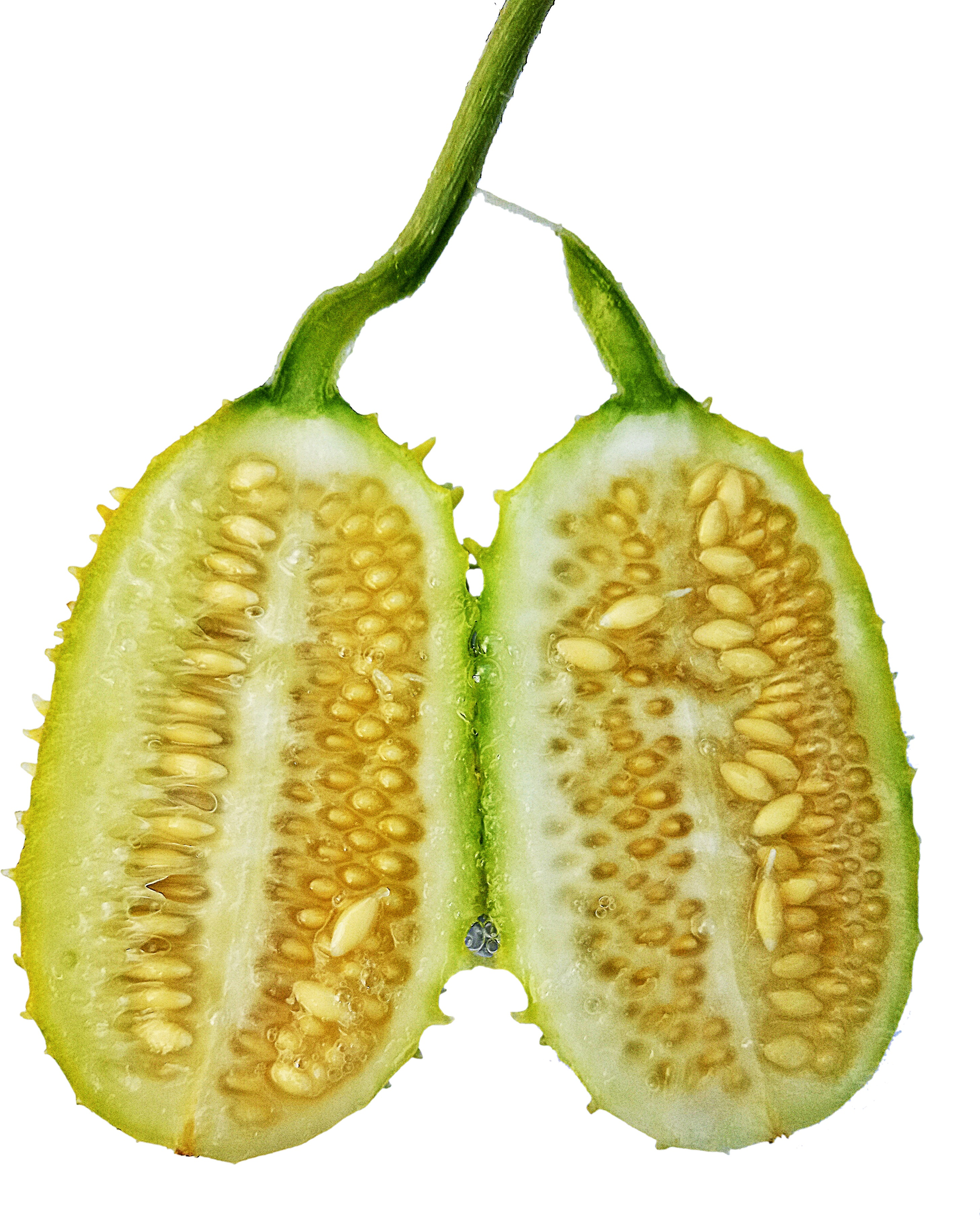